# Pristinas internationella flygplats
Pristinas internationella flygplats "Adem Jashari" (IATA: PRN, ICAO: BKPR/LYPR) (albanska: Aeroporti Ndërkombëtar i Prishtinës Adem Jashari, serbiska: Међународни аеродром Приштина, Međunarodni aerodrom Priština) är Kosovos internationella flygplats. Den är belägen 16 km utanför Kosovos huvudstad, Pristina, vid orten Slatina. Den hanterade nästan 3 miljoner passagerare 2022.

## Flygbolag och destinationer
| Flygbolag                     | Destinationer |
| ----------------------------- | --- |
| Adria Airways                 | Frankfurt, Ljubljana, München |
| Austrian Airlines             | Wien |
| easyJet                       | Berlin–Schönefeld |
| easyJet Switzerland           | Basel/Mulhouse, Genève |
| Edelweiss Air                 | Zürich |
| Eurowings                     | Düsseldorf, Hamburg, Hannover, Köln/Bonn, München (startar 24 mars 2018), Stuttgart, Säsong: Malmö                                                                            |
| Germania                      | Basel/Mulhouse, Bergamo (startar 25 mars 2018), Düsseldorf, London–Gatwick, Köpenhamn (startar 23 mars 2018), München, Paris–Charles de Gaulle (startar 28 mars 2018), Verona |
| Germania Flug                 | Genève, Zürich |
| Norwegian Air Shuttle         | Köpenhamn (startar 28 mars 2018), Oslo–Gardermoen Säsong: Göteborg, Helsingfors                                                                                               |
| Orange2fly                    | Säsongscharter: Basel/Mulhouse, Düsseldorf, München, Stuttgart |
| Pegasus Airlines              | Istanbul–Sabiha Gökçen |
| Scandinavian Airlines         | Säsong: Göteborg, Köpenhamn, Oslo–Gardermoen, Stockholm–Arlanda |
| Swiss International Air Lines | Genève |
| TUI fly Belgium               | Bryssel |
| Turkish Airlines              | Istanbul–Atatürk |
| Wizz Air                      | Budapest, London–Luton |